# Allestoringen
Allestoringen of Downdetector is een website die aangeeft of een website, app of andere dienst waarschijnlijk te maken heeft met een storing. Gebruikers kunnen er van websites en apps zelf storingen melden, zoals van internetproviders, mobiele providers, luchtvaartmaatschappijen, openbaar vervoer, banken en andere online diensten.

## Geschiedenis
In 2012 had Vodafone te maken met storingen. Dat leidde er in april 2012 toe dat de website Allestoringen.nl werd opgericht voor het melden van storingen bij telecomproviders.
In de jaren die volgden werden er internationale versies van deze website opgezet. Zo kreeg de website in maart 2013 ook een Amerikaanse versie op Downdetector.com en ging de website hiermee internationaal.
In augustus 2018 werd de groep websites verkocht aan het Amerikaanse bedrijf Ookla die ook de website Speedtest.net beheert waarop de snelheid van internet getest kan worden. Op de dag waarop de contracten werden ondertekend had Vodafone in Nederland weer een landelijke storing. De website bediende toen gebruikers in 32 landen met evenveel versies van deze website waarop de websites en apps van ongeveer 4400 bedrijven werden gevolgd.

## Werking
Wanneer een gebruiker van een website of app te maken heeft met een storing, kan die op de website de pagina bezoeken van het bedrijf of de organisatie van wie de website of app is. Daar wordt live aangegeven of er andere gebruikers zijn die ook een storing ervaren. Op die manier kunnen gebruikers zien of er daadwerkelijk een storing is van die website en niet dat een gebruiker zelf lokaal problemen heeft met de eigen computer, smartphone of internetverbinding. Op die pagina kan er vervolgens door de gebruiker zelf ook aangegeven worden of de gebruiker een storing ervaart. Ook worden de klachten van gebruikers op sociale media gebundeld en weergegeven op de website.
Websites kunnen bijvoorbeeld te maken krijgen met een DDoS-aanval, softwareproblemen hebben of andere storingen te verduren hebben. Vaak zijn storingen wel bekend bij helpdesks van organisaties, maar niet altijd en dan kan de klantenservice te kennen geven dat er niets aan de hand is. Dan kan de website meer duidelijkheid verschaffen of een storing een breder probleem is of dat er bij de gebruiker zelf een lokaal probleem bestaat. Omdat offline zijn bedrijven een hoop geld kan kosten, kan de website ook dienen als een kanarie in de kolenmijn. Bedrijven kunnen zich abonneren en op die manier in hun eigen computersystemen meldingen krijgen als er een storing zit in hun website of app.

## Storing
In de periode van de oprichting tot maart 2019 was de grootste storing die gemeld werd via de websites de twaalf uur durende storing van Facebook in maart 2019 waarbij er ongeveer 7,5 miljoen storingsmeldingen werden verwerkt.